# Paraxerus vincenti
Paraxerus vincenti е вид бозайник от семейство Катерицови (Sciuridae). Видът е застрашен от изчезване.

## Разпространение
Разпространен е в Мозамбик.